# Moskity
Moskity (Phlebotominae) – podrodzina owadów z rzędu muchówek obejmująca około 300 gatunków.
Są to ciepłolubne i drobne (od 1,2 do 4 mm) owady. Mają bardzo delikatne, gęsto owłosione ciało, długie czułki i długie odnóża. Żeńskie osobniki żywią się krwią kręgowców, co jest źródłem roznoszenia chorób. Przenosi m.in. pierwotniaka Leishmania donovani, powodującego leiszmaniozę trzewną, bakterię Bartonella bacilliformis, wywołującą chorobę Carrióna oraz gorączkę doliny Rift. Osobniki męskie odżywiają się sokami roślinnymi. Larwy żyją w wilgotnym piasku, mule, rumoszu skalnym, a także norach gryzoni i jaszczurek. Żywią się szczątkami organicznymi. Znanych jest ok. 300 gatunków moskitów.